# Entosthodon convexus
Entosthodon convexus là một loài Rêu trong họ Funariaceae. Loài này được (Spruce) Brugués mô tả khoa học đầu tiên năm 2000.